# 後南朝
後南朝，是指日本在1392年（明德3年）南北朝合一後，南朝遺裔及遺臣試圖復興大覺寺統皇室的運動而樹立的政權總稱。

## 名稱由來
江戶時代末期由儒學者齋藤正謙首次提出。

## 概要
1392年（明德3年）宣佈南北朝合一的明德和約中規定，天皇由北朝系（持明院統）和南朝系（大覺寺統）交替出任，但1412年（應永19年）北朝系後小松上皇的皇子稱光天皇繼承了後小松天皇的皇位，於是一些南朝遺臣以此為契機開始反抗北朝系對天皇皇位的獨佔。
1414年（應永21年），伊勢國國司北畠滿雅舉兵，欲擁立4年前離開京都潜行於吉野的南朝末代天皇後龜山上皇及其皇子小倉宮恆敦，遭到室町幕府討伐後接受和解。後龜山上皇2年後返回京城。
後龜山上皇駕崩4年後的1428年（正長元年），稱光天皇駕崩，沒有留下嗣子，北朝的嫡流斷絕。後小松上皇欲從北朝旁流伏見宮家（原先是持明院統的嫡流）中選彥仁王（即後來的後花園天皇）為繼任者，但南朝方面認為北朝皇統已斷絕，失去了皇位繼承權，因而强烈抵制後小松上皇的行爲。北畠滿雅再次在伊勢舉兵，欲擁立小倉宮聖承（小倉宮恒敦之子），後在與幕府軍的戰鬥中兵敗被殺。
此後直到應仁之亂發生之前，南朝系皇族一直在反幕勢力的擁護下斷斷續續地活動著。1443年（嘉吉3年）9月，日野家嫡流日野有光為復興南朝，帶人闖入皇宮，企圖暗殺後花園天皇，暗殺未遂後奪走了三神器中的天叢雲劍和八尺瓊勾玉，携南朝皇族通藏主、金藏主兄弟（後龜山天皇的侄孫）逃往比睿山。此事被稱為“禁闕之變”，幕府數日內鎮壓了此次事變，將通藏主、金藏主、日野有光等主謀者全部殺害。
幕府平定禁闕之變後奪回了天叢雲劍，但神璽仍為後南朝方面所持有。直到1457年（長祿元年），赤松家遺臣上月滿吉、石見太郎、丹生屋帶刀等人希望復興在1441年（嘉吉元年）的嘉吉之亂中敗亡的赤松家，向據守在大和國和紀伊國邊境附近的北山（奈良縣吉野郡上北山村）或三之公（吉野郡川上村）的後南朝朝廷假稱“臣從”，騙取其信任后暗殺了南朝後裔自天王（尊秀王）和忠義王兄弟，奪回了神璽，此即長祿之變。後世的系圖中記載這兩位王是金藏主的兒子、小倉宮良泰親王的後裔，然而同時代史料上並沒有實證。
此後後南朝逐漸失勢，然而在文明3年（1471年）據稱是小倉宮後裔的人在應仁之亂中被山名宗全等西軍大名迎入洛中的西陣，被稱為“西陣南帝”。不過，文明5年（1473年）3月西軍大將山名宗全死後，由於東軍和西軍傾向於議和，加上足利義視對於擁立西陣南帝感到不悅，這位南朝皇胤就被西軍抛棄了。西陣南帝之後，後南朝徹底退出歷史舞臺。
但是，《後深心院關白記》中關於長慶天皇的後裔八壽王在信貴山開創昭懷南朝的所謂“落人傳說”的記載並不明確。此外，雖然有人認為南朝的皇室後代曾在美作開創過被稱為植月御所的美作後南朝，但也無法確證。在此之後，民間仍留有後南朝的傳說，瀧川政次郎指出這有可能是作為貴種流離的傳說之一而被山民利用了。
太平洋戰爭之後，出現自詡是西陣南帝子孫的“熊澤天皇”（即熊澤寬道）等號稱是正統天皇繼承者的“自稱天皇”，多為得知1911年（明治44年）明治天皇將南朝作為日本正統之後，因此開始主張自己是後南朝的子孫。

## 後南朝歷代天皇
後南朝除以下天皇外，日本一些自稱天皇的人更列出了很多後南朝天皇，如天基天皇、忠義天皇、高福天皇（有指即中興天皇）、自天天皇（有指即自天皇）、興福天皇（有指即南天皇）、後招慶天皇、天佑天皇、高仁天皇及高德天皇等等，也有如寬成院太上天皇、天基院太上天皇的後南朝太上天皇之記載，以下五代為常見記載的後南朝天皇。
| 代  | 諡號或追號 | 常用名稱 | 就任時間             | 卸任時間                | 附注 |
| --- | ---------- | -------- | -------------------- | ----------------------- | --- |
| 100 | 招慶天皇   | 實仁     | 1392年（南朝皇太子） | 1443年5月？（太上天皇） | 九十九代後龜山天皇之子，中興天皇即位後尊為太上天皇，稱「招慶院太上天皇」，同年去世，部分人亦計入天皇世系數。               |
| 101 | 中興天皇   | 尊義     | 1443年               | 1455年                  | 後南朝的初代天皇，九十九代後龜山天皇之孫，小倉宮實仁親王的皇子。嘉吉三年十月即位，改元天靖，在吉野北山逝世。               |
| 102 | 自天皇     |          | 1455年2月5日         | 1457年12月18日          | 後南朝的二代天皇，九十九代後龜山天皇的曾孫，中興天皇的一宮。康正元年在奧吉野川上即位。長祿元年十二月，遭到赤松家遺臣暗殺。 |
| 103 | 南天皇     | 尊雅     | 1457年12月18日       | 1458年8月29日           | 後南朝的三代天皇，九十九代後龜山天皇之孫，小倉宮實仁親王的皇子。長祿二年八月，遭赤松家遺臣斬傷，負傷後在熊野的光福寺過世。 |
| 104 | 西陣南帝   | 信雅     | 1458年               | 1514年                  | 真實姓名尚未清楚，此為其中之一。在應仁之亂時，山名宗全支持的后南朝天皇，永正十一年過世。                                   |